# Полікарп (Приймак)
Єпископ Полікарп (в миру Георгій Кіндратович Приймак; 1 (14) квітня 1912, Владивосток — 23 липня 1989, Крим, Україна) — уродженець Сірого Клину, який відіграв значну роль у діяльності православних місій у Японії та Кореї. Після Другої світової війни — єпископ Російської православної церкви. Висланий до СССР адміністрацією США за зв'язки із сталінськими спецслужбами.

## Життєпис
Народився в українській селянській сім'ї на Зеленому Клину. Після окупації Владивостока російськими комуністами, родина емігрувала до Маньчжурії, там у 1930 Георгій закінчив середню школу. 1932 разом з матір'ю переїхали до Японії, де познайомився з митрополитом Японським Сергієм (Тихомировим), який став особисто керувати його навчанням. Георгій став студентом Токійської духовної семінарії, однак свідчень про це немає.
8 березня 1936 — митрополитом Сергієм рукопокладений в диякона Японської Церкви. 13 березня пострижений в чернецтво, 15 березня — рукопокладений в ієромонаха.

### Корейська духовна місія
Призначений завідувачем Корейської Духовної Місії, яка на той час підпорядковувалася Токійській катедрі.
За свідченнями митрополита Мануїла (Лемешевського), призначення Полікарпа місіонером в Корею було затверджене наказом місцеблюстителя московського патріаршого престолу митрополита Сергія (Страгородського). Як повідомляв журнал Японської митрополії «Православний вісник», о. Полікарп:

| 30 березня, причастившись у митрополита Сергія (Тихомирова) і отримавши благословення, він залишив Токіо… Ієромонах Полікарп володіє не лише російською, а й англійською японською мовами, тому може проповідувати всім прихожанам Корейської церкви: і росіян, і корейців, і японців. |
Осівши у Сеулі, ієромонах Полікарп прагнув зберегти розкидану паству, а також відродити місіонерську активність, не дивлячись на обмеженість коштів, що не дозволяли відкрити школи і утримувати катехізаторів. При ньому у 1936 р. Місія організувала будівництво каплиці-церкви в Омпо на півночі Кореї. Ієромонах Полікарп служив у святкові та вихідні дні. Із розвитком війни, японська влада обмежила діяльність Місії серед російських емігрантів, прагнучи звести до мінімуму спілкування росіян з корейцями, та літургії проводилися на церковнослов'янському.
8 жовтня 1941 під тиском японської влади, митрополит Сергій Токійський, змушений був скласти повноваження начальника Духовної місії в Кореї і призначити о. Полікарпа начальником місії із возведенням його в сан архімандрита. Після смерті Митрополита Сергія 11 серпня 1945 місія була передана Східно-Азіатському Екзархату, а патріаршим указом від 27 грудня 1945 оголошена «тимчасово самостійною» під управлінням архімандрита Полікарпа у підпорядкуванні Московського патріархату.
Після Другої світової війни, коли Японія та південна Корея опинилися під контролем США, а північ Кореї — під більшовиками, при активному сприянні американської адміністрації, на початку 1947 більшість православних у Японії перейшли під управління єпископа Веніаміна (Басалиги) із Американської Митрополії на чолі з митрополитом Феофілом, яка не підлягала сталінському Московському патріархату.
У той же час, паства архімандрита Полікарпа в Сеулі поповнилася багатьма біженцями із Північної Кореї, включаючи російських емігрантів. У той час коли архімандрит Полікарп відновив зв'язки із Патріархією і налагодив відносини з місцевим Генеральним консульством більшовиків, нова влада Південної Кореї, багато російських емігрантів, а також комітет корейських вірян наполягав на виході з-під контролю червоної Москви.
У червні 1947 невдоволені російські та корейські віряни направили прохання архієпископу Веніаміну в Токіо, в якому звинувачували архімандрита Полікарпа у низці грубих вчинків і прохали призначити нового начальника Місії, але за допомоги місцевих західних місіонерів, що знали архімандрита Полікарпа, конфлікт на деякий час був улагоджений.
У жовтні 1948 корейський диякон Олексій Кім Лі Хан був рукопокладений в Токіо архієпископом Веніаміном у пресвітера і призначений начальником Місії. Повернувшись до Кореї за допомоги своїх союзників та поліції Олексій Кім встановив контроль у Місії 12 грудня 1948, а отець Полікарп як агент сталінських спецслужб був посаджений до в'язниці Кумукван. 29 грудня за відсутністю доказів був звільнений, але чиновники, що стали на бік корейського комітету віруючих з отцем Кімом на чолі, вже оформили перевід майна Місії. Деякий час архімандрит Полікарп бідував, але сталінська розвідка допомагала йому повернути Місію через суд.
18 червня 1949 був арештований за звинуваченням у шпигунстві на користь комуністів. Архімандриту Полікарпу заявили, що оскільки стало відомо про прийняття ним більшовицького громадянства, то він буде висланий згідно розпорядження південнокорейської влади.
29 червня о. Полікарпа разом з матір'ю від конвоювали до 38-ї паралелі і вислали до Північної Кореї.

### 1949–1957
1949 — отримав призначення до клиру Східно-Азіатського Екзархату і був переведений в місто Харбін у Китаї.
У вересні 1951 був призначений начальником Російської духовної місії в Єрусалимі, де пробув до квітня 1955.
Після служив в Україні, у Мукачеві Закарпатської області, де був духівником Миколаївського жіночого монастиря РПЦ.

### Єпископ
У середу 17 липня 1957 у Свято-Троїцькій-Сергієвій Лаврі відбулося наречення архімандрита Полікарпа в єпископа Кіровського та Слобідського.
З 16 березня по червень 1961 — тимчасово керував Іжевською єпархією в Удмуртії.
За його потурань влада масово зачиняла храми в єпархії. У самому Кірові у жовтні 1962 зачинена Феодорівська церква, і на місто з населенням у чверть мільйона чоловік залишився один храм.
16 листопада 1962 — єпископ Архангельський та Холмогорський РПЦ.
27 січня 1966 — був призначений єпископом Івановським та Кінешемським. Вважається, що через м'якість характеру допустив послаблення церковної дисципліни.
30 липня 1968 — єпископ Пензенський та Саранський РПЦ. 16 грудня 1969 — звільнений на покій.
Знаходячись на покої в Сімферополі, любив займатися живописом. Через хворобу ніг малював сидячи вдома.
Помер 23 липня 1989 року о 18.00 на 78 році життя. Похований на цвинтарі в селі Піонерському, на горі, у тій місцині, де часто малював.